# Fannia posticata
Fannia posticata är en tvåvingeart som först beskrevs av Johann Wilhelm Meigen 1826.  Fannia posticata ingår i släktet Fannia och familjen takdansflugor. Arten har ej påträffats i Sverige. Inga underarter finns listade i Catalogue of Life.